# Petungroto
Petungroto is een bestuurslaag in het regentschap Kediri van de provincie Oost-Java, Indonesië. Petungroto telt 2516 inwoners (volkstelling 2010).